# Anjar
Anjar (significa "fiume irrisolto o in corso") (arabo: عنجر|ʿAnjar), nota anche come Haouch Moussa (lingua araba|arabo:حوش موسى|Ḥawsh Mūsá), è un villaggio situato in Libano, nella valle della Beqa', non molto distante dalla strada che collega Damasco e Beirut. La cittadina  (2.400 abitanti) è nota soprattutto per essere un centro archeologico di notevole importanza. La grande maggioranza della popolazione è costituita da armeni. L'area totale è di circa venti chilometri quadrati. 
Dal 1984, le rovine dell'insediamento omayyade di Anjar sono state riconosciute dall'UNESCO come patrimonio dell'umanità.

## Storia

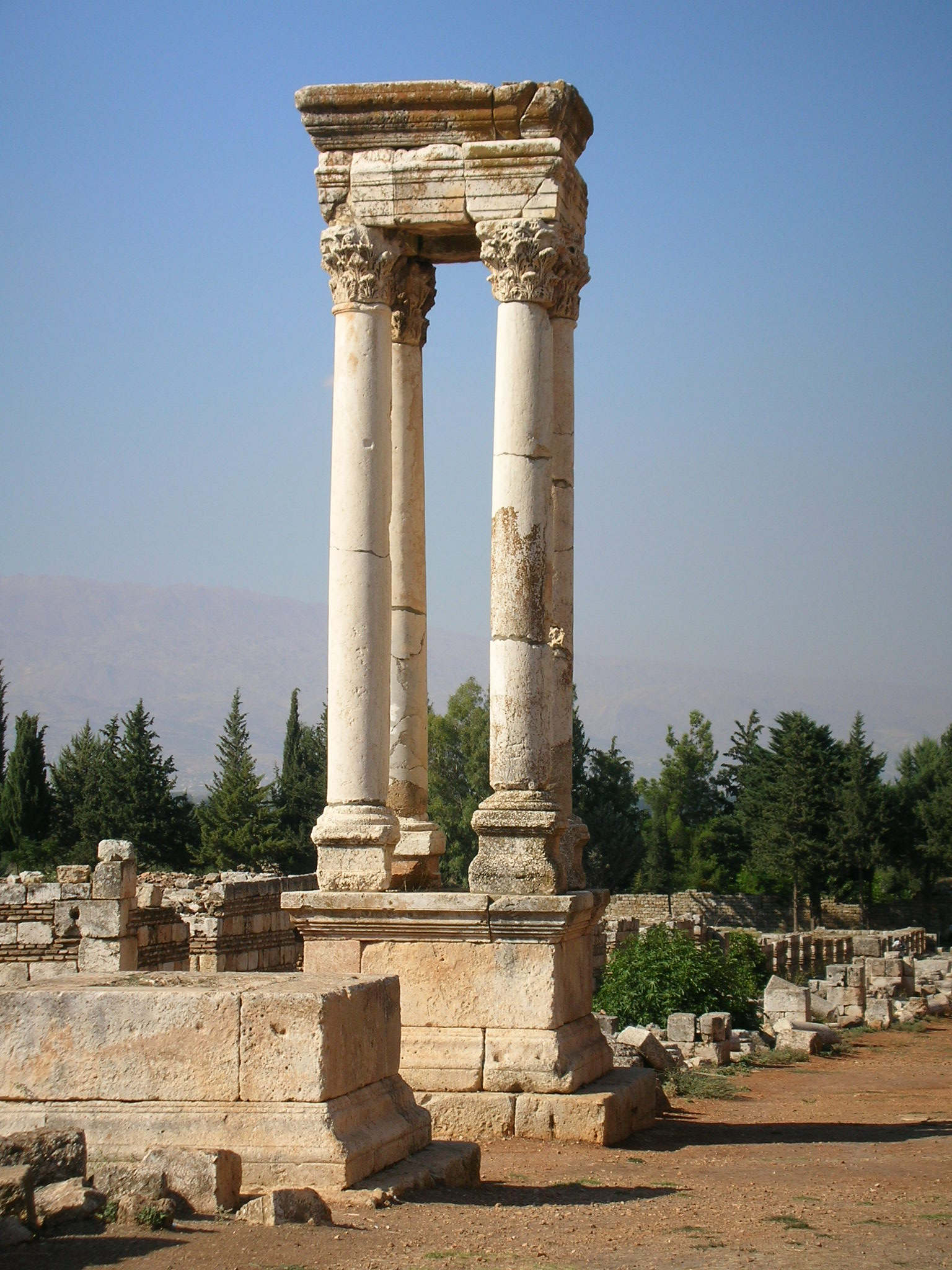
Il tetrapylon, Anjar

Il moderno villaggio venne fondato da immigrati armeni originari del Mussa Dagh, e generalmente attribuita al califfo omayyade al-Walid I, all'inizio dell'VIII secolo, come città-palazzo. I graffiti siriaci trovati nella cava da cui è stata estratta la pietra migliore risalgono all'anno 714, e fonti bizantine e siriache attribuiscono la fondazione della città ai principi omayyadi, con una cronaca siriaca che menziona Walid I per nome, mentre il cronista bizantino Teofane il Confessore ha registrato che fu il figlio di Walid, al-Abbas, ad iniziare a costruire la città nel 709-710. Gran parte della città fu costruita su terreno vergine. La comunità migrò in Libano nel 1939, in seguito alla cessione del Sangiaccato di Alessandretta alla Turchia da parte del mandato francese. A partire dagli anni della guerra civile in Libano Anjar divenne quartier generale delle forze armate siriane di stanza in Libano.
Dopo essere stata abbandonata negli anni successivi, Anjar fu reinsediata nel 1939 con diverse migliaia di rifugiati armeni provenienti dall'area di Musa Dagh. I suoi quartieri prendono il nome dai sei villaggi di Musa Dagh: Haji Habibli, Kebusiyeh, Vakif, Kheder Bek, Yoghunoluk e Bitias.
Durante la guerra civile, l'esercito siriano scelse Anjar come una delle sue principali basi militari nella valle della Beqa' e il quartier generale dei suoi servizi segreti. Dopo la guerra civile, iniziò la ricostruzione di Anjar anche se molti dei suoi abitanti erano immigrati in altri paesi, principalmente in Europa, Canada e Stati Uniti. 
Nel novembre 2024, l'UNESCO ha concesso ad Anjar una maggiore protezione per salvaguardare il sito archeologico dai danni subiti durante l'invasione israeliana del Libano.

## Le rovine

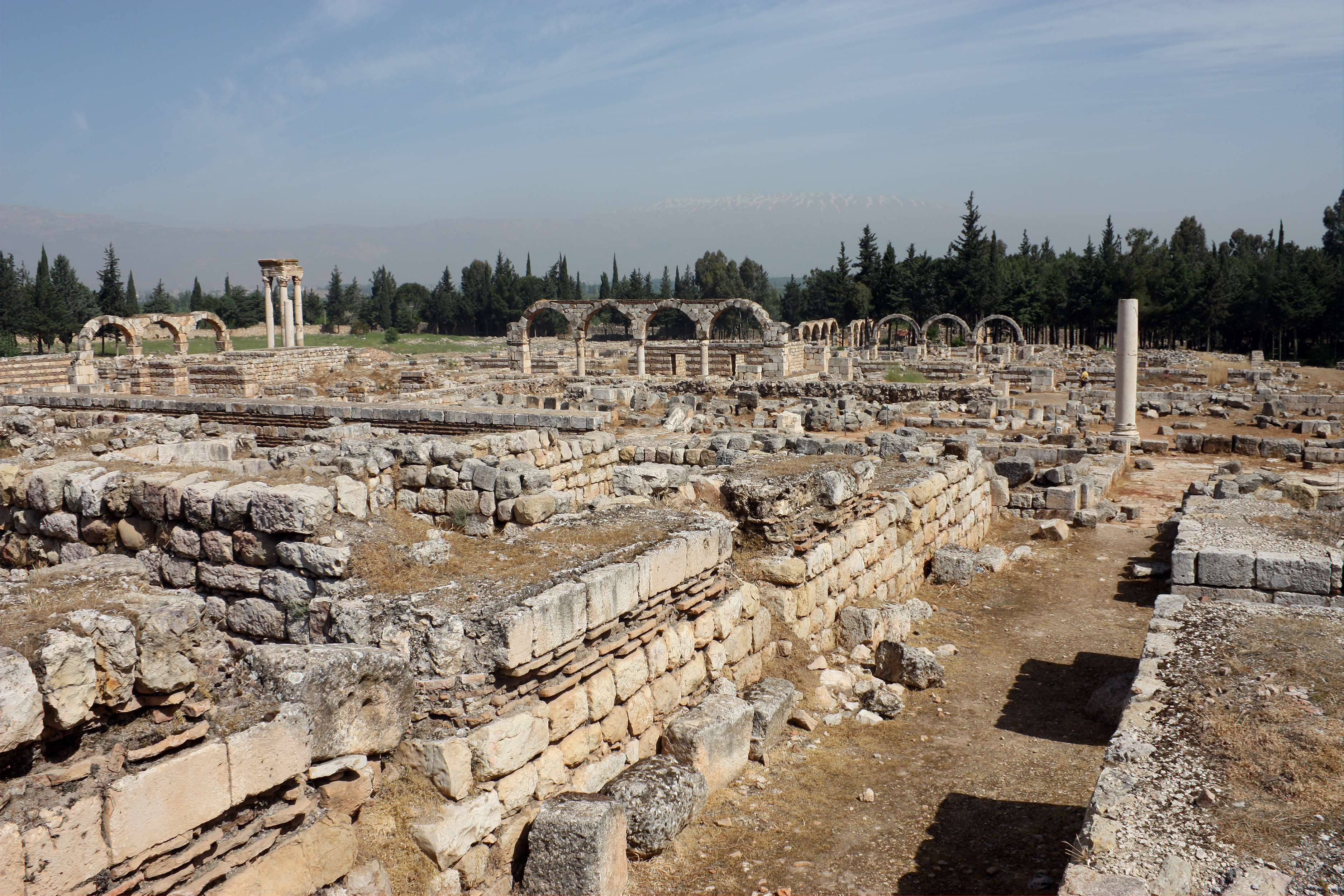
Rovine del palazzo degli Omayyadi

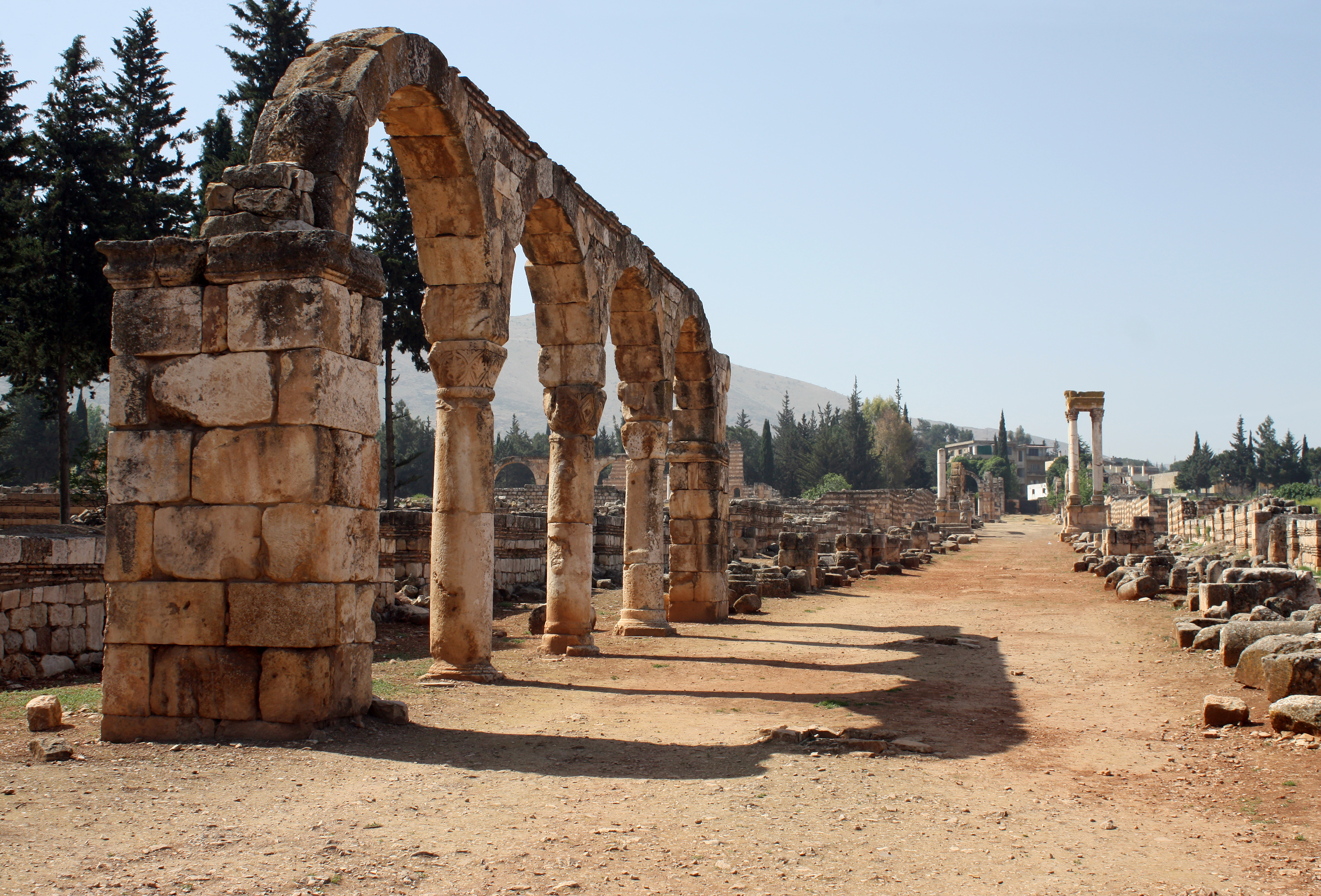
Il cardo della città omayyade di Anjar

Le rovine della città degli Omayyadi coprono 114.000 metri quadrati. La città era circondata da una cinta muraria alta sette metri e spessa due, con trentasei torri e quattro torri angolari circolari. Questo recinto è costruito in pietra calcarea che forma i rivestimenti interni ed esterni, riempito con un mix di pietre grezze, ciottoli e malta. Il design rettangolare della città di 370 m. per 310 m. si basa sull'urbanistica e sull'architettura romana con lavori in pietra presi in prestito dai Bizantini. Due grandi viali, il Cardo massimo, che corre da nord a sud, e il Decumano massimo, che corre da est a ovest, dividono la città in quattro quadranti. I due viali principali, decorati da colonnati e fiancheggiati da circa 600 botteghe, si intersecano sotto un tetrapilene. I plinti, gli alberi e i capitelli del tetrapylon sono spolia riutilizzati nel periodo omayyade. Strade più piccole suddividono la metà occidentale della città in quartieri di diverse dimensioni.
Principali monumenti:

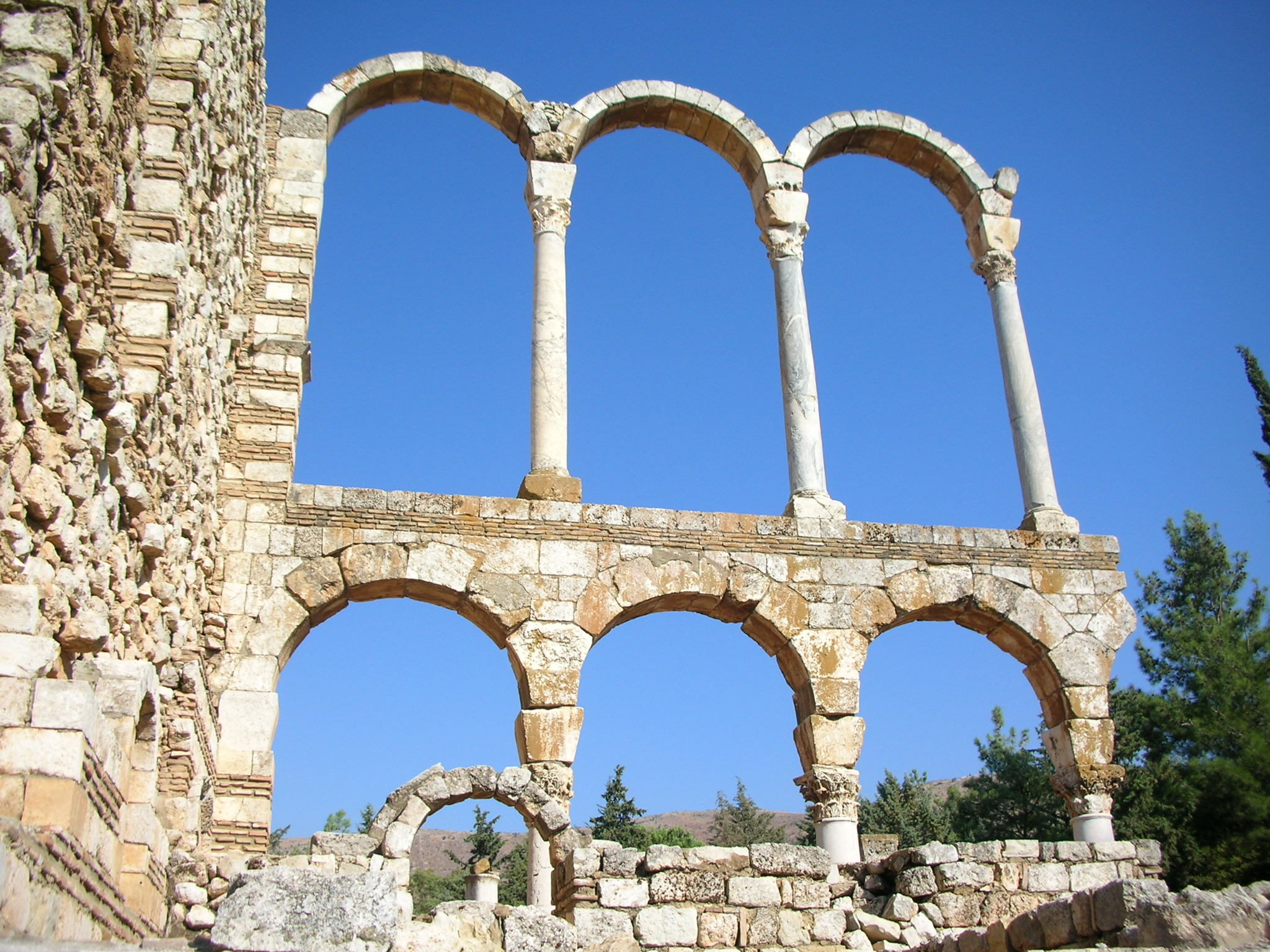
Il Grand Palace

- Il Grand Palace, parzialmente ricostruito, 59 m. per 70 m., comprende una cinta muraria ed è preceduto da una serie di arcate. Il suo hosh (cortile) centrale è circondato da un peristilio.
- Il Piccolo Palazzo, quasi quadrato, 46 m per 47 m, si distingue per i numerosi frammenti ornamentali e per l'ingresso centrale riccamente decorato.
- Una moschea, di 45 m per 32 m, si trova tra i due palazzi.
- Terme, costruite sul modello romano.

## Galleria d'immagini

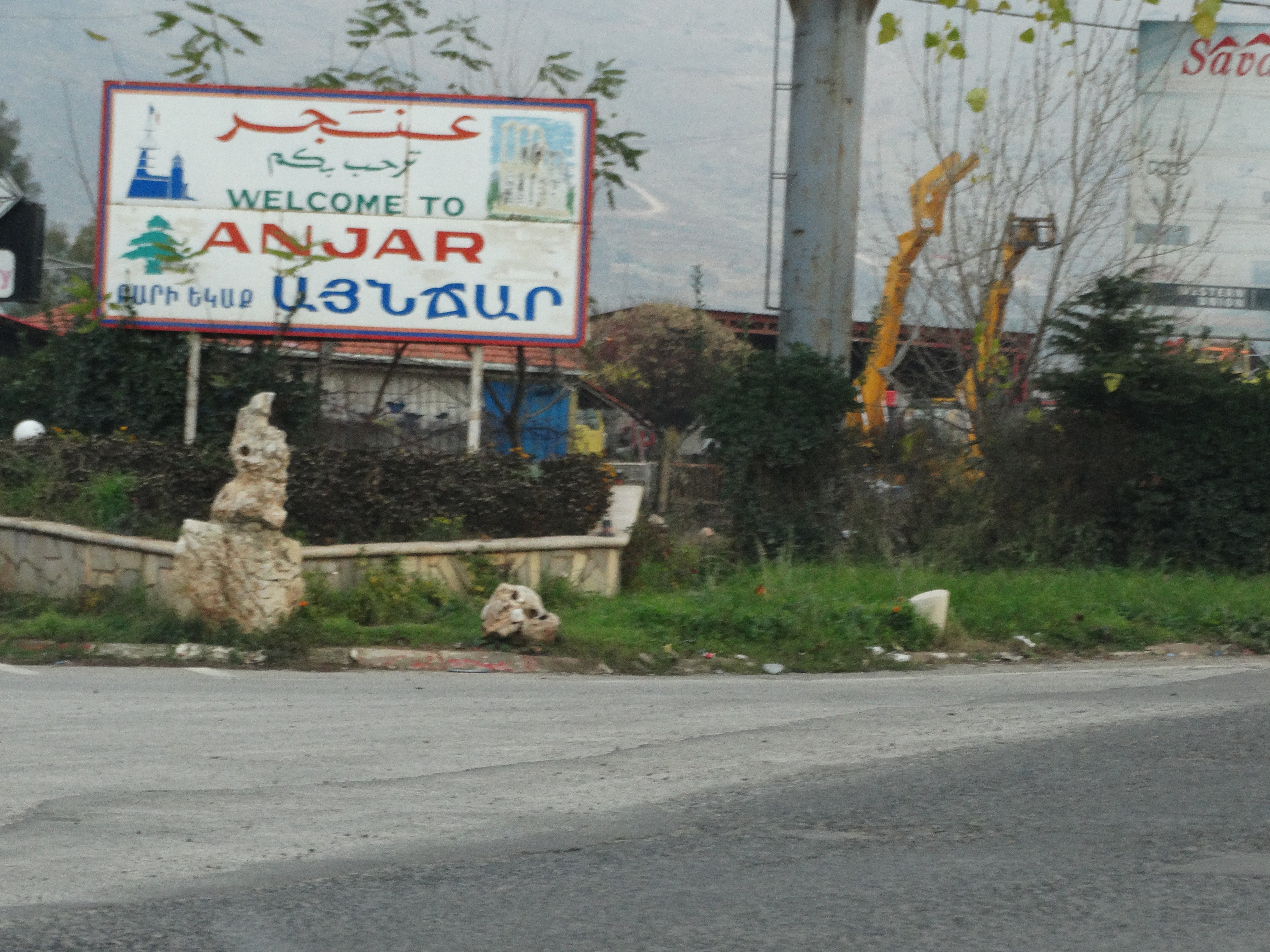
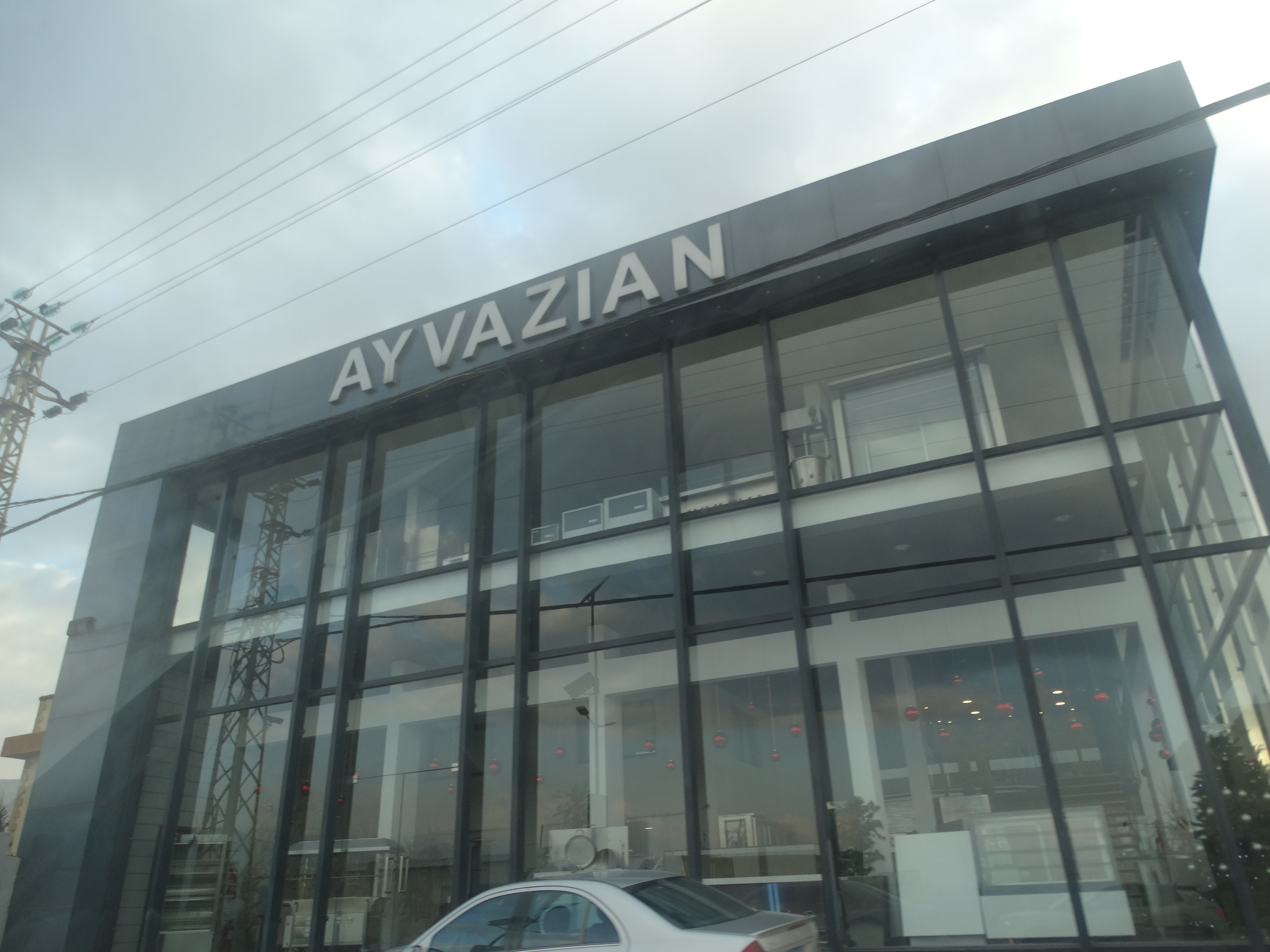
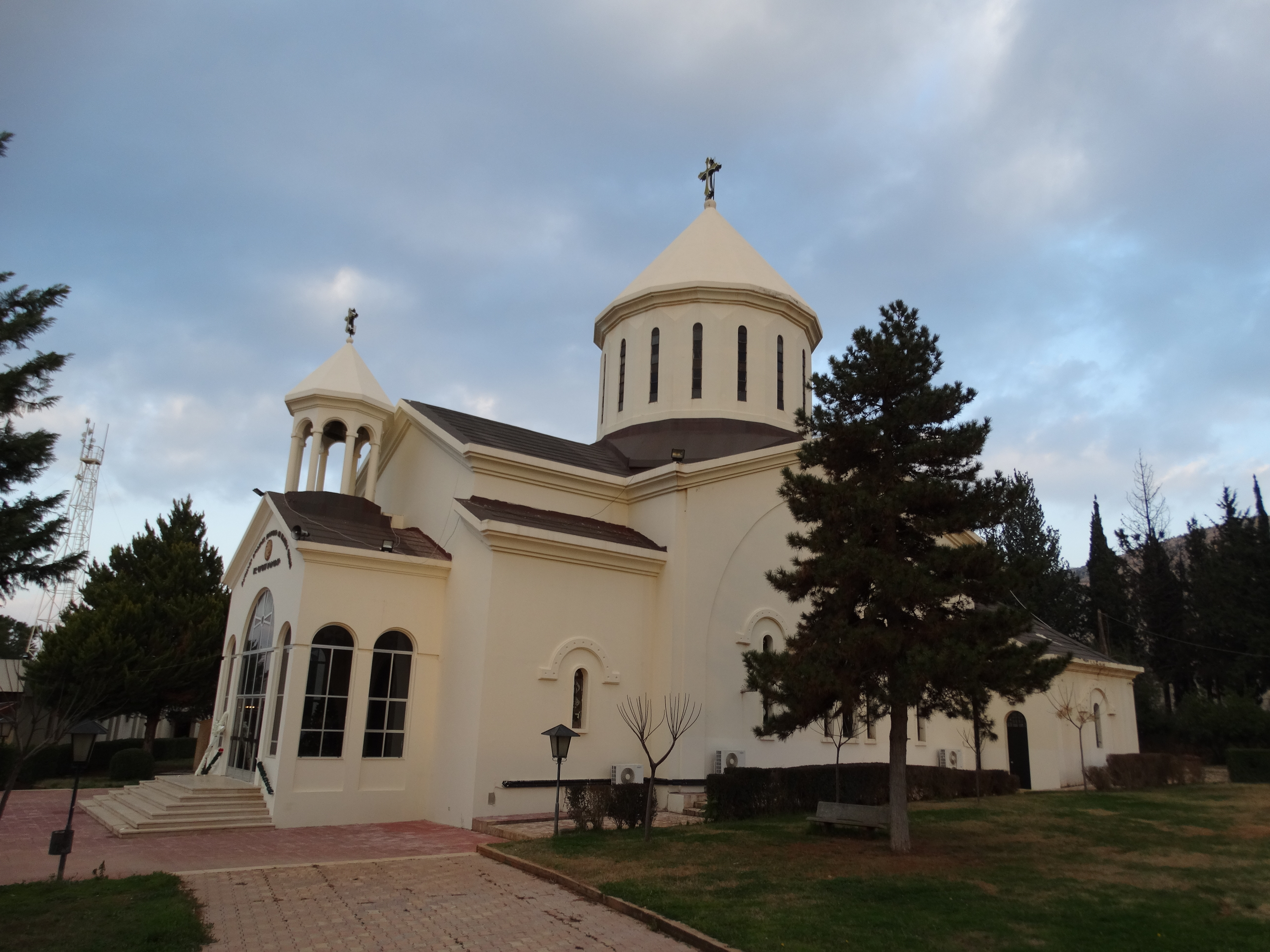
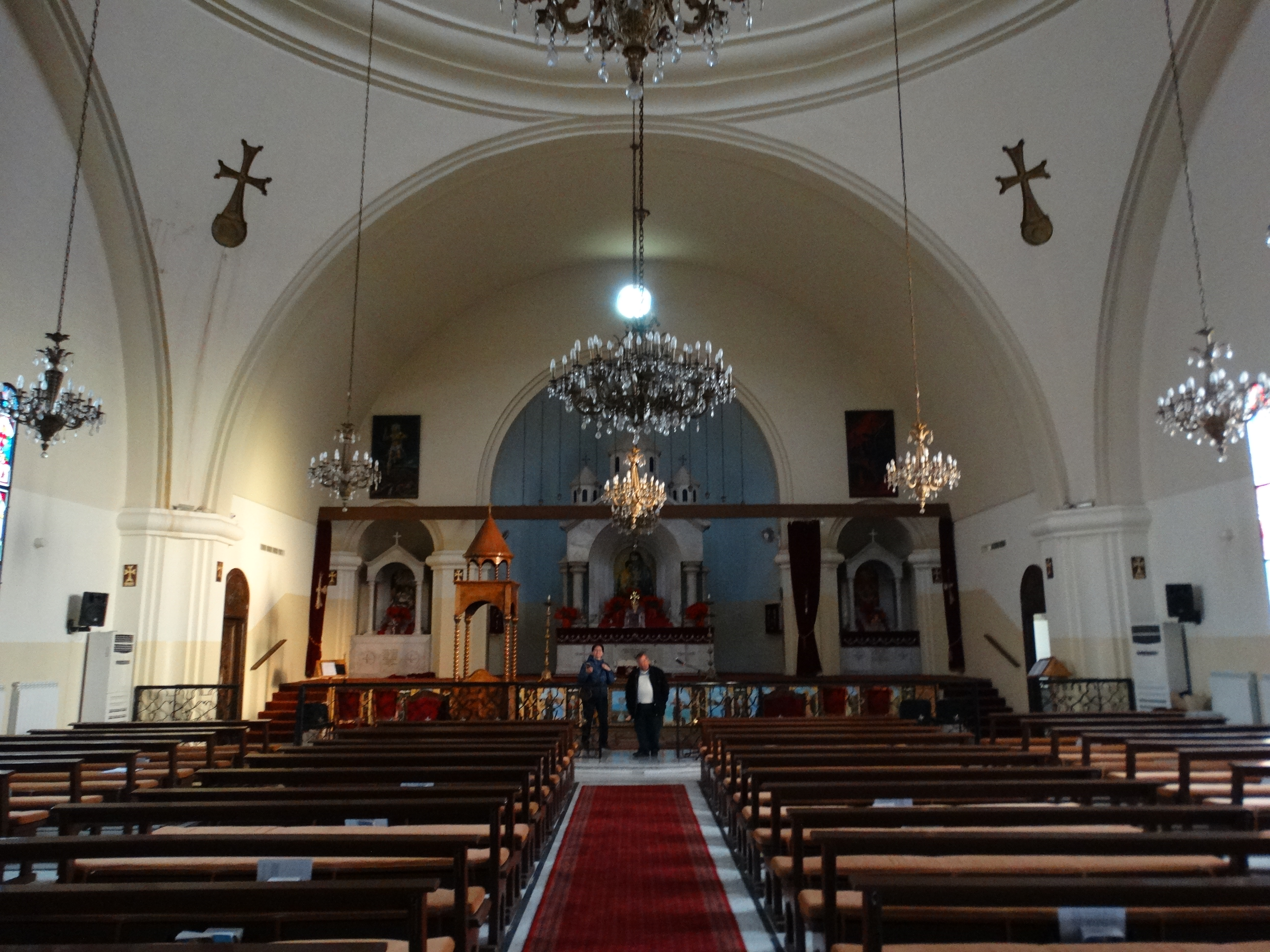
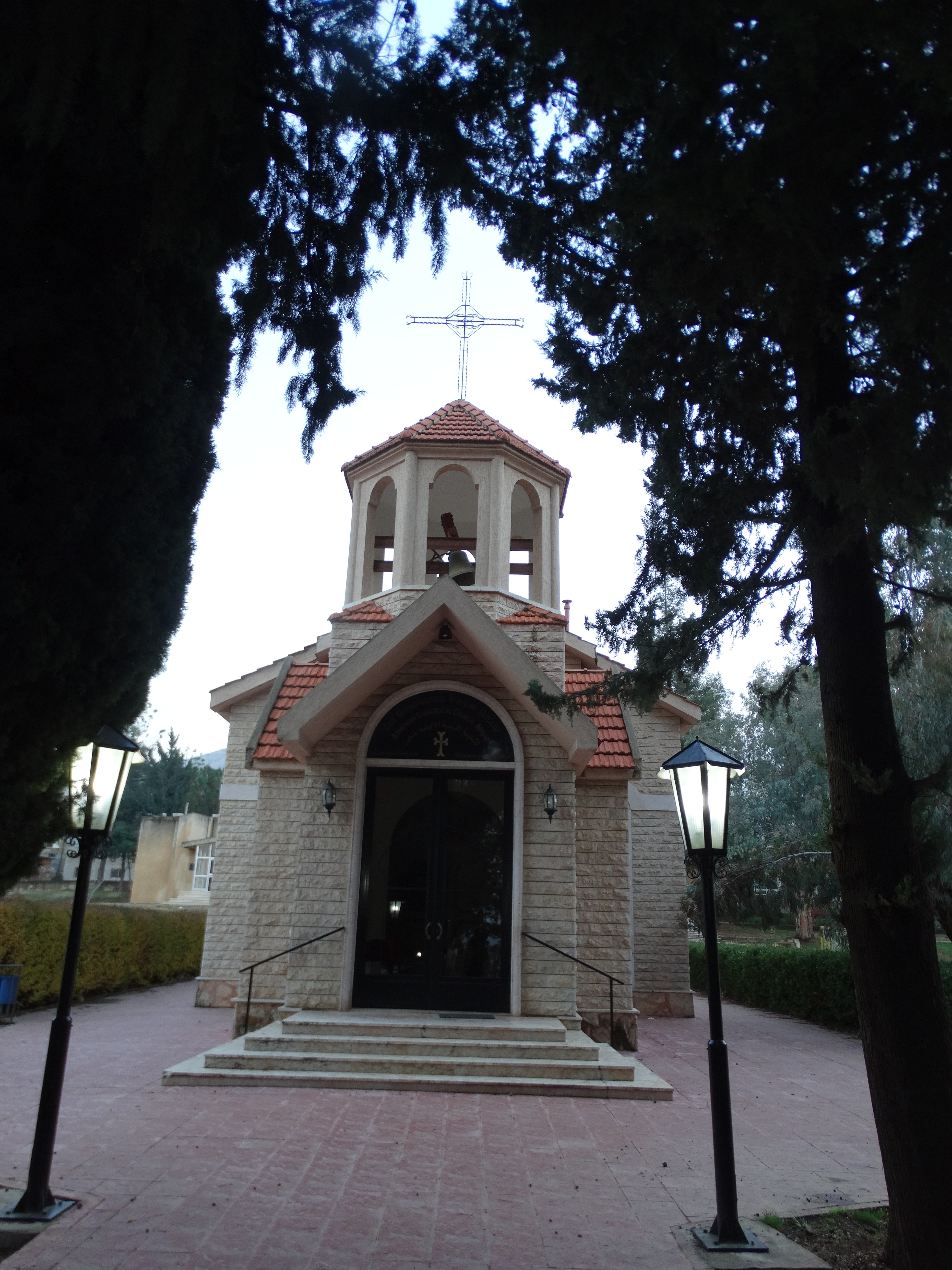
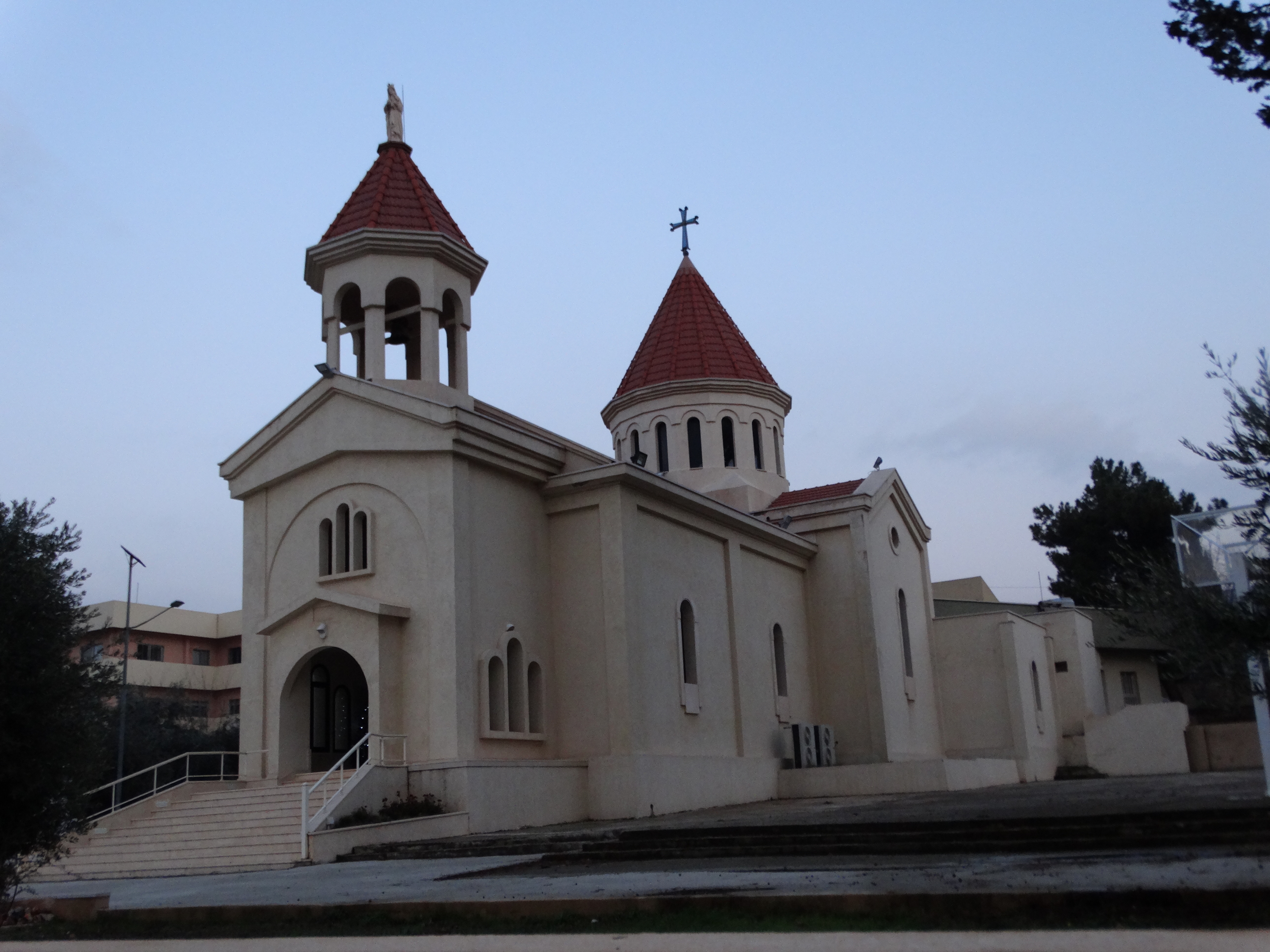
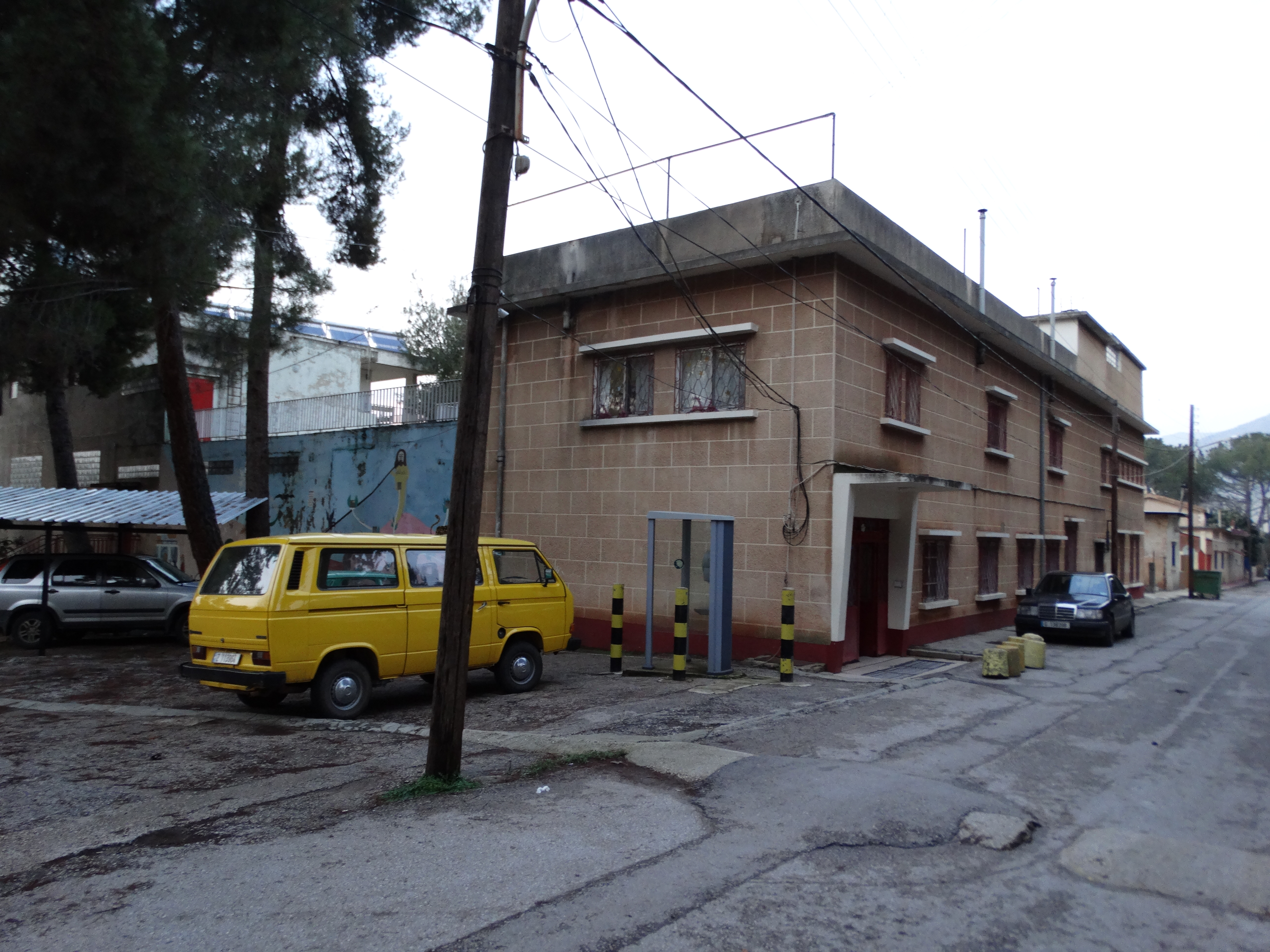